# 7584 Осецький
7584 Осецький (7584 Ossietzky) — астероїд головного поясу, відкритий 9 квітня 1991 року.
Тіссеранів параметр щодо Юпітера — 3,286.